# Méringue
Cet article possède des paronymes, voir Meringue et Merengue.
Genres dérivés
Cadence rampa, compas, mini-jazz, twoubadou, zouk, cadence-lypso, coladeira, soca
La méringue (parfois le terme est au masculin : le méringue) est une musique traditionnelle haïtienne ainsi qu'une danse d'Haïti. La méringue est considérée comme faisant partie de la culture haïtienne. Elle est un genre musical typiquement haïtien et s'apparente à la moraingy, danse art-martial de l'île de La Réunion.

## Caractéristiques
La méringue est un genre musical qui porte une influence africaine, un mélange de rythmes complexes provenant de la culture vaudou. La méringue possède son propre modèle exprimant l'âme du peuple haïtien,. La méringue est considérée comme un patrimoine musical national et fait partie intégrante des musiques « racines » de Haïti.
La méringue est également une danse exécutée par les esclaves africains, qui ont apporté avec eux la calinda, d'où est issue la meringue haïtienne. La méringue est devenue une danse nationale haïtienne.

## Compositeurs notables
Le compositeur haïtien Ludovic Lamothe, de formation classique, intégra à ses compositions des influences vaudou et vulgarisa la musique haïtienne et nationale, notamment la méringue, pour laquelle il compose des airs lents (La Dangereuse, Nibo) pour les carnavals de Port-au-Prince.
Justin Elie, autre compositeur haïtien, remit au goût du jour la méringue. En 1920, il compose la Méringue populaire. Le chef d'orchestre et compositeur haïtien Occide Jeanty composa également plusieurs méringues, dont Zizipan. On retrouve également des compositeurs de ce style qui seront mis en avant dans des albums réalisés par le label Folkways Records. Des artistes tels que Fabre Duroseau en font partie ainsi que ceux présent dans une compilation nommé Calypso and Meringues, sorti en 1953.